# Enrobé drainant
Un enrobé drainant ou béton bitumineux drainant (BBDr) est un revêtement routier bitumineux, utilisé pour constituer la chaussée des routes. Il fait partie de la famille des enrobés bitumineux; Il est couramment utilisé en revêtement autoroutier pour améliorer la sécurité routière. 
L’enrobé drainant comporte de l’ordre de 20 % à 25 % de porosité, occupée par de l’air en l’absence de précipitations. 

Il permet une infiltration directe des pluies dans une couche drainante sous-jacente ou latérale.

Il permet ainsi d'éviter la stagnation de l'eau sur la chaussée limitant de fait les risques d'aquaplanage. Il diminue aussi les nuisances sonores routières et la production d'embruns routiers.
En revanche, il est plus sensible à l'apparition de verglas et nécessite un salage plus précoce qui contribue à la pollution routière,.

## Historique
En Europe, depuis la fin des années 1970, les enrobés drainants font l’objet de recherches diverses. Ils servent de couche de roulement, posées sur une couche support constituée d’enrobés imperméables ou même sur des chaussées rigides. 
Les enrobés drainants sont conçus de telle sorte que les eaux qui y pénètrent puissent être stockées ou évacuées vers les dispositifs de drainage latéraux. Depuis l'apparition des enrobés drainant, ils sont toujours à l'étude afin d'affiner leurs caractéristiques. Plus particulièrement, les recherches sont axées sur la composition, la formulation, la contribution à la structure, l’évolution de la perméabilité, la rugosité, le bruit de roulement, la résistance aux déformations et l’entretien.
Depuis décembre 2006, les enrobés drainant font l'objet de la norme européenne NF EN 13108-7, qui détaille les spécifications pour les mélanges appartenant à la famille des enrobés drainant et utilisés en couche de roulement.
La norme européenne définit la formule d'un enrobé à partir des spécifications de ses constituants. La démarche consiste à définir une formule par :
- sa composition : granularité, pourcentage de vides, type de liant et teneur en liant ;
- une caractéristique mécanique : la sensibilité à l'eau (tenue à l'eau).

La norme NF EN 13108-7 précise également la norme d'essai pour mesurer chacune de ces caractéristiques.
La norme européenne actuelle est fondée sur une approche empirique pour les raisons que les résultats obtenus sur le terrain ne correspondent pas aux données de laboratoire de même que la calibration d’un modèle requiert plusieurs facteurs de corrections. Toutefois, l'approche empirique devrait disparaître au profit de l'approche fondamentale, une fois que toutes les incertitudes seront exclues et les facteurs de correction ne seront plus requis.